# Julia la Mayor
Julia la Mayor (en latín, Iulia Maior; 39 a. C.-14 d. C.), llamada así para distinguirla de su hija homónima, fue una dama romana de finales del siglo I a. C. y principios del siguiente, única hija del emperador romano Augusto y de su segunda esposa Escribonia. 
Estuvo casada en tres ocasiones por razones dinásticas. Su padre la desterró en el año 2 a. C. a la isla de Pandataria acusada de adulterio, pena que redujo cinco años después al permitirle regresar al continente. Murió de inanición en el año 14 d. C

## Biografía
Julia fue la única hija biológica de Augusto, aunque este adoptó después a varios miembros masculinos de su familia. Su nacimiento ocurrió el mismo año en que Augusto se divorció de Escribonia, para casarse con Livia Drusila, quien se convertiría en la tercera esposa del princeps. 

## Primeros años
En el momento del nacimiento de Julia, Octavio todavía no había recibido el título de Augusto, y los historiadores se refieren a él como Octaviano, hasta 27 a. C., cuando Julia tenía 11 años. Poco después de divorciarse de Escribonia, Octavio se llevó a Julia con él. Octavio, de acuerdo con la costumbre romana, reclamó el completo control parental sobre ella. Julia fue enviada a vivir con su madrastra, Livia Drusila, cuando tuvo la edad suficiente para su educación, que parece haber sido muy estricta, y algo pasada de moda. Según Suetonio, se le enseñó a hilar y tejer. Macrobio menciona «su amor por la literatura y una cultura considerable, algo fácil de conseguir en esa casa».
La vida social de Julia fue severamente controlada, y se le permitía hablar sólo con la gente que su padre no había vetado. Sin embargo, Octavio tenía un gran afecto por su hija, y le proporcionó los mejores maestros.
En 37 a. C., los amigos de Octavio, Mecenas y Agripa lograron un acuerdo con el gran rival de Octavio, Marco Antonio, sellando un compromiso de matrimonio de Julia (dos años), con el hijo de Marco Antonio, Marco Antonio Antilo (diez años). El acuerdo nunca se llevó a cabo, ya que la guerra civil lo rompió.

## Matrimonios
- Marco Claudio Marcelo, primo (hijo de su tía Octavia) y luego yerno de Augusto.
- Marco Vipsanio Agripa, gran compañero de Augusto con quien Julia tuvo cinco hijos: 
  - tres hijos: Cayo César, Lucio César, Agripa Póstumo.
  - dos hijas: Julia la Menor, Agripina la Mayor.
- Tiberio, hijastro de Augusto, que se divorció de su mujer Vipsania, hija de Agripa, para casarse con Julia, por orden de Augusto.

Después del Primer Pacto entre Augusto y el Senado, Augusto cayó enfermo y estuvo en serio peligro de muerte. Octavio había recibido poderes extraordinarios por parte del Senado para solventar la gravísima crisis que vivía Roma a finales de la etapa republicana. Sus poderes eran tales que creó un nuevo sistema de gobierno en colaboración con el Senado, pero rápidamente se hizo patente el problema sucesorio. Al carecer de descendencia masculina, Augusto usó a su hija Julia para elegir a su posible sucesor, desposándolo con ella y asegurando así la sucesión y la continuación del sistema del Principado (Antigua Roma) tras su muerte.

### Marco Claudio Marcelo
Julia fue desposada en el año 25 a. C. con su primo Marco Claudio Marcelo, hijo de Octavia, hermana de Augusto, y de Cayo Claudio Marcelo. Desde joven, Marcelo acompañó al princeps en los actos públicos y este lo colocó por delante de personajes como Agripa y Mecenas, como sucesor. Al ser desposado con Julia, Augusto estaba declarando públicamente su intención de que Marcelo lo sucediera a su muerte, pero al cabo de poco tiempo Marcelo cayó enfermo, por intoxicación o víctima de un envenenamiento, y murió súbitamente. De este matrimonio, Julia no dio a Augusto ningún descendiente, lo que volvió a poner de manifiesto el problema sucesorio.

### Marco Vipsanio Agripa
Tras la muerte de Marcelo, Agripa regresó de la isla de Lesbos. Había sido la mano derecha de Augusto desde el comienzo de su lucha por el poder y fue gracias a Agripa que Augusto fue victorioso en muchas batallas, como por ejemplo la batalla de Accio. Augusto no tardó en desposar a Julia con Agripa, que era veinticuatro años mayor que ella; aun así, este matrimonio dio como fruto cinco hijos:
- Cayo Julio César Vipsanio, nacido en 20 a. C.
- Julia la Menor, nacida en 19 a. C.
- Lucio Julio César Vipsanio, nacido en 17 a. C.
- Agripina la Mayor, nacida en 14 a. C.
- Marco Vipsanio Agripa Póstumo, nacido en 12 a. C., justamente tras la muerte de su padre, de ahí el nombre de Póstumo.

Marco Vipsanio Agripa murió en el año 12 a. C., poco antes del nacimiento de su hijo Marco Vipsanio Agripa Póstumo. Augusto adoptó como hijos a sus hijos Cayo y Lucio, pero prefirió no adoptar a Póstumo, en señal de respeto hacia Agripa, para que quedase un hijo que continuase su linaje.

### Tiberio Claudio Nerón
Poco después de la muerte de Agripa, Tiberio Claudio Nerón, nacido del primer matrimonio de Livia y futuro sucesor de Augusto, se divorció de su primera esposa y solicitó a Augusto permiso para casarse con Julia. Aunque Augusto aceptó, se sabe que no fue un matrimonio feliz. Únicamente nació un hijo que murió durante la infancia.

## Escándalos
Julia la Mayor ha pasado a la historia por su lascivia, promiscuidad y excesos sexuales; en las fuentes se afirma que mantuvo relaciones con senadores, miembros del orden ecuestre, plebeyos, libertos y esclavos. Se dice que organizó una orgía en el centro de la plaza del mercado de Roma en plena noche. Al parecer, su padre Augusto no tenía conocimiento de su libertino estilo de vida.

## Destierro
Augusto fue un gobernante que, en asuntos internos, predicó sobre la moralidad y la santidad del matrimonio, y promulgó leyes que castigaban el adulterio y la soltería, y al mismo tiempo premiaban la fertilidad y la fidelidad conyugal. Seguramente, cuando tuvo conocimiento de los excesos de su hija, se sintió humillado e hipócrita. Cuando Julia fue acusada de adulterio con Julo Antonio, su padre tomó a sus nietos bajo su protección, nombrándolos sus herederos, y desterró a su hija a una isla mediterránea llamada Pandataria, en condiciones muy duras, sin hombres a la vista, con la prohibición de beber vino. La isla mide menos de 1.75 km², y no se permitían visitas sin permiso paterno. Escribonia, su madre biológica la acompañó en el exilio.
Cinco años después, se permitió a Julia volver a tierra firme, aunque Augusto nunca olvidó, y le ordenó permanecer en Rhegium, con instrucciones explícitas de que no fuera enterrada en su mausoleo.

## Muerte
Julia murió de malnutrición, poco tiempo después que Augusto, en 14 d. C. Sin padre, ni hijos aspirantes al trono, Julia quedó completamente a merced del nuevo emperador, Tiberio, que pudo vengarse libremente. Las circunstancias de su muerte son oscuras. Una teoría dice que Tiberio, que la odiaba por deshonrar su matrimonio, la dejó morir de hambre. Otra es, que habiéndose enterado de la muerte de su último hijo superviviente, Agripa Póstumo, habría sucumbido a la desesperación. Su hija, Julia la Menor, también fue desterrada en el año 8 d. C por un cargo de adulterio, en la misma isla que su madre, y murió en el año 29 d. C.

## En la cultura popular
Julia es un personaje histórico llevado en diversas ocasiones a la literatura, al cine y a la TV. Es uno de los personajes en la novela de Robert Graves Yo, Claudio. También aparece en la adaptación televisiva de la misma, donde es interpretada por Frances White. En la serie, Julia aparece caracterizada como una mujer frívola, glotona y promiscua; víctima de Livia (interpretada por Siân Phillips) quien desea que su hijo Tiberio (interpretado por George Baker) se convierta en emperador. Finalmente, Julia es exiliada por su padre Augusto (interpretado por Brian Blessed) a causa de su escandalosa conducta. 
Julia aparece asimismo en la película Augusto, donde se dramatiza la tensa relación de amor-odio con su padre y también la difícil relación que mantenía con su madrastra-suegra Livia Drusila. En dicha película se insinúa que Livia (interpretada por Charlotte Rampling) conspiró en contra de Julia (interpretada por Vittoria Belvedere) para que la tacharan de adúltera y dejar libre el camino para que sus hijos, y no los de Julia, heredaran el poder de Roma. Julia es también un personaje secundario en la película de 1953 La túnica sagrada, donde es interpretada por Rosalind Ivan. Sin embargo, la presencia de Julia -que es presentada como la anciana y gruñona esposa de Tiberio, viviendo a su lado en su residencia de Capri- resulta anacrónica, pues para la época en que se supone transcurren los hechos Julia había muerto.